# Boxeo en Chile
El boxeo en Chile es un deporte practicado mayormente a nivel masculino en las áreas urbanas. Su organización está a cargo de la Federación Chilena de Boxeo (Fechibox) y la Comisión Nacional de Boxeo Profesional, fundada en 1915 y su mayor recinto, tras la desaparición del Hippodrome Circo en la década del 30, es el Teatro Caupolicán, ubicado en la capital Santiago. Fue masivo entre las décadas de 1930 y 1970. 
Los principales boxeadores han sido Estanislao Loayza, Antonio Fernández, Arturo Godoy, Godfrey Stevens, Martín Vargas y Benedicto Villablanca.A nivel femenino han destacado Carolina Rodríguez y Daniela Asenjo. Este deporte ha dado al país tres medallas en los Juegos Olímpicos —una de plata y dos de bronce—: en Melbourne 1956, y 19 en los Juegos Panamericanos.

## Historia

### Inicios
La práctica del boxeo en Chile surgió a fines del siglo XIX, haciendo arribo a través de los puertos del país, tanto en la capital Santiago como en Valparaíso, se multiplicaron los gimnasios y cuadriláteros donde extranjeros residentes practicaban el deporte. Marineros mercantes —en su mayoría ingleses— aprovechaban sus horas de descanso para realizar de forma precaria e ilegal reñidos combates por dinero o simple diversión. Tuvo su primera institución oficial en el país a partir de 1915, año en que se fundó la Federación Chilena de Boxeo. Alrededor de esa fecha el pugilismo se desarrollaba mayoritariamente en circos y teatros de barrios populares de la capital, como La Chimba, Franklin, Yungay o Pila del Ganso, donde eximios deportistas dejaban el corazón en los combates.
Sin embargo, el crecimiento profesional de este deporte fue hacia 1930. Sentó sus las bases para su desarrollo con espacios para su práctica de manera más permanente, como el Hippodrome Circo, el Estadio Reina Victoria, como era conocido el recinto adjunto a la Pontificia Universidad Católica, el Teatro Caupolicán o el Hipódromo Chile. Los estadios de fútbol también fueron escenarios multitudinarios para la practica del boxeo. Además del mencionado Reina Victoria, como era conocido el primer estadio de Universidad Católica por motivos de auspicio, el Estadio Independencia y el Estadio Nacional fueron sede del Campeonato Latinoamericano de Boxeo Amateur.

### Auge

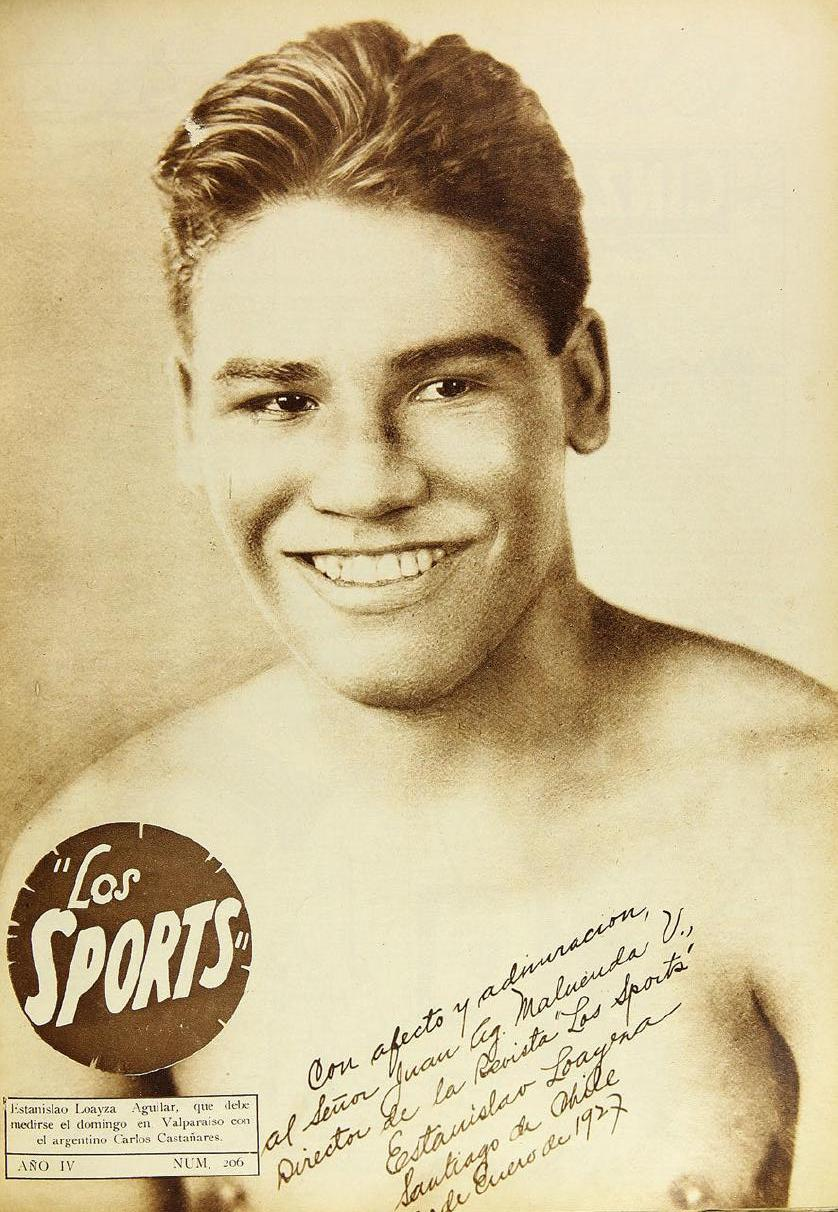
Estanislao Loayza.

Fue un deporte popular en el país junto con el baloncesto, el fútbol, la rayuela y el rodeo. Si bien durante estos primeros años hubo deportistas de gran popularidad, fue a fines de los años veinte y comienzos de la década de 1930 cuando surgió el primer ídolo del boxeo chileno: Estanislao Loayza. “El Tani”, como lo apodaban, tuvo como rivales a Luis Vicentini y Antonio Fernández, “Fernandito”, quienes incluso en algunas ocasiones lograron aplacar la popularidad de aquella célebre figura.

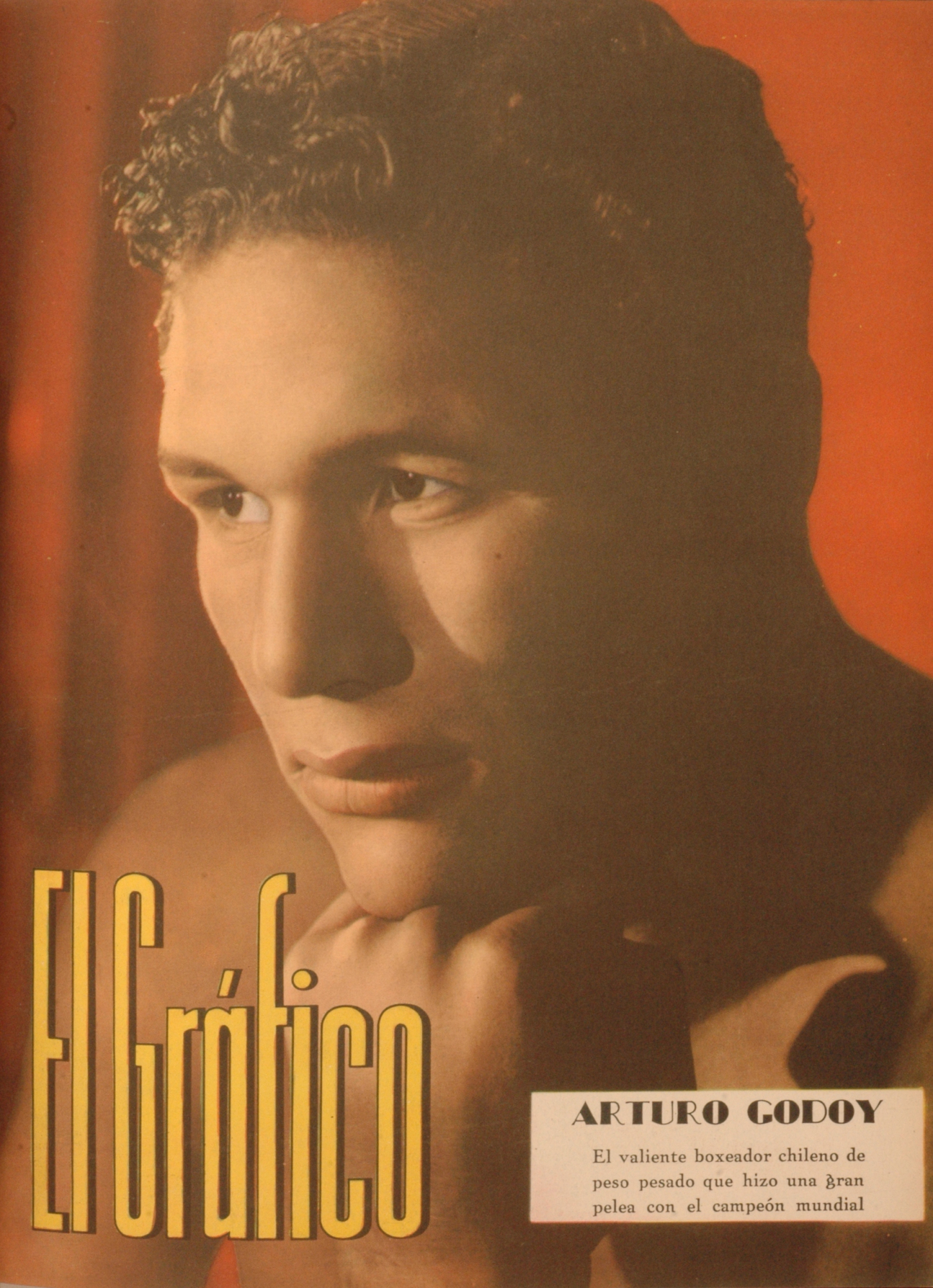
Arturo Godoy, el «mejor boxeador chileno del siglo XX».

Arturo Godoy enfrentó dos veces al estadounidense Joe Louis, uno de los principales pugilistas de la historia, por el título mundial de la categoría peso pesado de la Asociación Mundial de Boxeo en 1940 y la primera es catalogada como la «principal pelea del boxeo chileno». En 1942 fue inaugurado uno de los emblemáticos recintos que acogió al deporte de los puños: el Teatro Caupolicán. En esa ocasión combatieron el ídolo chileno “Fernandito” y el cubano René Sánchez, con victoria para el primero.
La actividad profesional durante la primera mitad del siglo XX no tuvo mayores éxitos, pero sí los hubo a nivel amateur. Chile ganó el Campeonato Sudamericano, posteriormente denominado Latinoamericano, en las ediciones de 1922, 1924, 1927, 1929, 1941, 1946, 1948 y 1957. Pero los éxitos más importantes, fueron las medallas obtenidas en las Olimpiadas de Melbourne el año 1956. En dicho certamen, el boxeo chileno obtuvo medallas de bronce gracias a los puños de Claudio Barrientos -peso gallo- y Carlos Lucas -peso mediopesado-, y de plata, obtenida por el peso mediano Ramón Tapia.
Tras varios años para que nuevamente un chileno disputara un título mundial en el profesionalismo. Fue Godfrey Stevens, quien en 1970 fue derrotado por el campeón japonés Shozo Saijo. Justamente durante esta década surgió Martín Vargas. A nivel nacional, este boxeador fue el profesional que en más ocasiones disputó la corona mundial.

### Relegación
El boxeo en los años ochenta tuvo destellos de esperanza en los nudillos de Benedicto Villablanca, Benito Badilla, Bernardo “Chifeo” Mendoza o Cardenio Ulloa. A pesar de estas figuras, el deporte de los puños no volvió a ser lo mismo que en las décadas anteriores. Las divisiones entre las federaciones internacionales, los cuestionables manejos administrativos y las polémicas en relación con la violencia de su ejercicio, fueron debilitando la práctica del boxeo a nivel nacional hacia fines del siglo XX. La época gloriosa, registrada por la amena pluma del periodista Renato González, hoy es conocida por las nuevas generaciones cuando los mayores cuentan, con un dejo de nostalgia, cómo los chilenos colmaron los coliseos deportivos o se desvelaron frente al televisor no para ver un partido de fútbol, sino para emocionarse con un combate de box. Carlos Cruzat ganó el título mundial de peso crucero de la Asociación Internacional de Boxeo en 2000. Carolina Rodríguez ganó el título mundial de peso gallo por la Asociación Internacional de Boxeo Femenino en 2013 y la Federación Internacional de Boxeo en 2014.
José “Pancora” Velásquez disputó en 2021 los títulos mundiales de la FIB y de la AMB de categoría super gallo ante Murodjon Akhmadaliev cayendo en las tarjetas por decisión unánime.
El 2022 Daniela Asenjo se coronó campeona mundial supermosca de la Organización Internacional de Boxeo (IBO), mientras que en 2023 se coronaría campeona mundial categoría silver del Consejo Mundial de Boxeo (WBC).
En los últimos años han destacado a nivel masculino boxeadores como Julio Álamos, Andrés campos, Junior "La joya" Cruzat, Eduardo "Nazareno" Zuleta y Joseph "El ruso" Cherkashyn.

## Campeones sudamericanos
- Manuel Sánchez (1914): Primer campeón sudamericano reconocido de la categoría liviano.[9]

- Heriberto Rojas, “Huaso colchagüino” (1918):  Debutó el 15 de agosto de 1905, en el “Frontón de Pelota” derrotando por nocaut en el decimoséptimo asalto a James Perry. Su último combate lo realizó en 1917 venciendo a Calvin Respress por puntos en 15 asaltos. Entre 1913 y 1915 era considerado el mejor pesado de Sudamérica. Fue reconocido oficialmente como campeón sudamericano en 1918, cuando ya no boxeaba.[10]

- Humberto Guzmán (1923): Reconocido como campeón sudamericano de peso mosca. Conservó el título durante 10 años hasta su retiro en 1933. Incursionó también en la categoría gallo sosteniendo grandes combates con Carlos Uzabeaga y Filiberto Mery. Su principal característica era la pegada exacta y fuerte para el peso.

- Luis Vicentini (1923): Llamado “el escultor de mentones”.  Le arrebató el título sudamericano a Julio César Fernández en 1923, encuentro disputado en los Campos de Sports de Ñuñoa. Destacaba por su mortífera pegada de derecha. Tras conquistar el cetro sudamericano marchó a los Estados Unidos. En el país del norte tuvo su más resonante victoria al vencer por nocaut al undécimo asalto a Rocky Kansas, quince meses antes que este conquistara la corona de campeón del mundo de peso liviano.[11]

- Quintín Romero (1924): Fue nombrado campeón de peso pesado. Romero desafió al campeón sudamericano Luis Ángel “El Toro de las Pampas” Firpo de Argentina. Al no responder el desafió Firpo, quien se encontraba ocupado con su carrera en los Estados Unidos, la CLAB nombró campeón a Quintín Romero Rojas.

- Carlos Uzabeaga (1926): Obtuvo el título de peso pluma en 1926 venciendo al peruano Kid Capitán en Buenos Aires, Argentina. Lo retuvo por dos años hasta que fue vencido por puntos en Lima por el peruano Melitón Aragón. Entre sus méritos se encuentra haber vencido, en Buenos Aires, al ex campeón del mundo francés Eugene Criqui.

- Arturo Godoy (1939 y 1943): El título sudamericano de peso pesado lo alcanzó en dos oportunidades. La primera de ellas fue el 8 de abril de 1939, en Buenos Aires, cuando venció por puntos a Alberto Santiago Lowell. Posteriormente, el 28 de febrero de 1943, en el estadio de Carabineros en Santiago recuperó la corona venciendo nuevamente a Lowell por puntos.

- Arturo Rojas (1956): Se hizo de la corona vacante de los gallos venciendo, en una brillante exhibición, por nocaut en el octavo asalto al argentino Roberto Castro en el Teatro Caupolicán en 1956.[12]

- Sergio Salvia (1957): Obtuvo el título en la categoría ligero, venciendo por nocaut al brasileño Pedro Galasso en 1957, en el Ginásio Estadual do Ibirapuera, Sao Paulo, Brasil.[13]

- Domingo Rubio (1967): Obtuvo el título en peso wélter ante el brasileño Juárez de Lima el 3 de marzo de 1967 en el Teatro Caupolicán.[14]

- Godfrey “el rubio” Stevens (1967): Venció ampliamente por puntos al argentino Jorge Oscar Ramos, en el Teatro Caupolicán en 1967, obteniendo así el título sudamericano pluma. Defendió con éxito el título en 6 ocasiones antes de abandonarlo para dedicarse exclusivamente a la oportunidad titular.[15]

- Martín Vargas (1975): Disputó 4 veces la corona mundial. El 20 de diciembre de 1975 noqueó en 19 segundos al ecuatoriano Gonzalo Cruz en el Estadio Nacional de Santiago, ganando de esta manera el cinturón mosca, titulándose campeón sudamericano y recibiéndose de ídolo. El fenómeno provocado por Martín supera lo netamente deportivo. Como muestra de su calidad, se puede señalar que venció a 5 boxeadores que en algún momento fueron campeones mundiales

- Raúl Astorga: El miércoles 12 de mayo de 1976 en el Teatro Caupolicán de Santiago, el chileno “de boxeo fino, elástico, científico” sorprendió noqueando al experimentado campeón paraguayo Valentín Galeano (“Kid Pascualito”), llevándose el cetro pluma.

- Eduardo “Maravilla” Prieto (1977): Campeón sudamericano en 1977 al vencer en su natal Iquique a Raúl Astorga. “Maravilla” tuvo la oportunidad de pelear por el título mundial con Danny “Coloradito” López en Estados Unidos. Una semana antes se le diagnosticó una lesión ocular, que impidió que se le diese la aprobación médica para la pelea.

- Juan Araneda (1981): Ganó por nocaut técnico en el duodécimo asalto al argentino Cesar Villarruel arrebatándole el título sudamericano supergallo. Definido como un triunfo “legítimo pero difícil y en ningún caso abrumador” del púgil valdiviano.

- Juan Manríquez (1981): El 28 de noviembre de 1981, en la categoría súper pluma, vence por puntos al legendario púgil argentino Víctor Echegaray[16] quitándole el cetro liviano junior después de 10 años de reinado del trasandino.

- Carlos Ariel (1988): Obtuvo la corona de la categoría supergallos venciendo categóricamente al campeón argentino Sergio “Yuyo” Arreguez en 1988 combatiendo en el Gimnasio Español Osorno.[17] Disputó el título mundial ante Luis “Chicanero” Mendoza en Cartagena de Indias, Colombia, cayendo por puntos

- Oscar Benavides (1989): Obtuvo el título sudamericano liviano en su natal Osorno, en el año 1989, venciendo por nocaut en el segundo asalto al experimentado boxeador peruano Orlando Romero, exretador al título mundial.[18]

- Allí Gálvez (1991): Se adueñó del cetro de los minimoscas al vencer por descalificación en el séptimo asalto al argentino Luis Américo Díaz, el 27 de febrero de 1991 en la Quinta Vergara de Viña del Mar. Disputó la corona mundial sin éxito en cuatro ocasiones. En las tres primeras ocasiones, por el cetro OMB, perdió por nocaut en el quinto asalto, por el cetro minimosca. Luego disputó el centro mosca de la misma entidad ante Isidro Pérez, siendo derrotado en México en decisión unánime. En la revancha, celebrada en Santiago, perdió por puntos en fallo dividido. Finalmente, peleando por el título del CMB, cayó por nocaut en dos asaltos, frente al tailandés Saman Sorjaturong.

- Miguel “Aguja” González (2014): Se titula campeón sudamericano supermosca del Consejo Mundial de Boxeo, derrotando por nocaut al brasileño, exretador mundialista, Reginaldo Martins Carvalho.[19]

- Cristián “Tigre” Palma (2017): Se titula campeón en la categoría peso pluma del Consejo Mundial de Boxeo (CMB) al derrotar en decisión unánime al boxeador argentino, Kevin “La Maquinita” Acevedo, en un combate que se desarrolló en el Casino Dreams de Temuco en agosto de 2017.[20]

- Julio Álamos (2017): Fue campeón en la categoría peso supermediano del Consejo Mundial de Boxeo (CMB) al vencer al argentino Cesar Reynoso, en un combate desarrollado en el Arena Casino Monticello.

- José “Pancora” Velásquez (2018): superó al peruano César “el Zurdo” Paredes en el Teatro Caupolicán y se proclamó campeón sudamericano del Consejo Mundial de Boxeo (CMB). José “Pancora” Velásquez disputaría el título mundial interino de la categoría gallo de la AMB (Asociación Mundial de Boxeo) en Estados Unidos el 19 de diciembre de 2020, pero fue cancelada porque otro boxeador obtuvo resultados positivos en un test diagnóstico de COVID-19.